# Нітрилієвий бетаїн
Нітрилієвий бетаїн (англ. nitrilium betaine) — похідне нітрилу зі структурою RC≡N+–Y–. 
Належить до 1,3-диполярних сполук, що включають нітриліміди, нітрилоксиди, нітрилсульфіди й нітриліліди.